# Monika Thomas
Monika Thomas (* 1958) ist eine deutsche Architektin und politische Beamtin. Sie war von 2021 bis 2025 Staatsrätin der Hamburger Behörde für Stadtentwicklung und Wohnen und Wohnungsbaukoordinatorin des Hamburger Senats. 

## Leben
Monika Thomas erreichte 1984 einen Abschluss als Diplom-Ingenieurin (Architektur) an der Gottfried Wilhelm Leibniz Universität Hannover. Danach war sie von 1986 bis 1988 als Stadtplanerin in Lehrte tätig. Anschließend leitete sie von 1988 bis 1990 das Stadtplanungs- und Hochbauamt der Stadt Lingen.
Danach war sie ab 1990 Baudezernentin der Stadt Seelze und von 1995 bis 2002 Stadtbaurätin und Erste Stadträtin der Stadt Seelze sowie von 2003 bis 2016 als Stadtbaurätin der Stadt Wolfsburg.
Von der damaligen Bundesministerin Barbara Hendricks (SPD) wurde Thomas als Abteilungsleiterin für Bauwesen, Bauwirtschaft und Bundesbauten ins damalige Bundesministerium für Umwelt, Naturschutz, Bau und Reaktorsicherheit geholt. Ab 2018 leitete Thomas als Ministerialdirektorin die Abteilung für Stadtentwicklung und Wohnen im Bundesministerium des Innern, für Bau und Heimat.
Am 1. Januar 2021 wurde Thomas unter Senatorin Dorothee Stapelfeldt (SPD) zur Staatsrätin der Hamburger Behörde für Stadtentwicklung und Wohnen und Wohnungsbaukoordinatorin des Hamburger Senats ernannt. Ende April 2025 trat sie in den Ruhestand ein. Ihr folgte Jacqueline Charlier nach.
Thomas war Beiratsmitglied der Bundesstiftung Baukultur und ist Vorsitzende des Deutschen Vergabe-Ausschusses (DVA).